# Stele des Mose
Die Stele des Mose gilt als interessanteste und ungewöhnlichste der Horbeit-Stelen. Sie ist datiert in die 19. Dynastie des altägyptischen Neuen Reiches um 1250 v. Chr.

## Fundort
Wilhelm Pelizaeus erwarb die Stele 1911 in Kairo. Er erhielt dort den Hinweis, dass sie, genauso wie die anderen zwischen 1905 und 1911 von ihm erworbenen 65 Stelen, aus dem Tempel von Tell Horbeit, der Kultstätte des Hor-meti im mittleren Osten des Deltas stammen würde. Man geht heute jedoch davon aus, dass die meisten dieser Stelen und so auch die des Mose aus der Deltaresidenz der Ramessiden der 19. und 20. Dynastie, aus der Hauptstadt der Ramessidenherrscher Pi-Ramesse in der Region des heutigen Qantir stammen. Sie könnte ursprünglich im Zusammenhang mit einer Kolossalstatue von Ramses II. gestanden haben. Die oft an öffentlich zugänglichen Stellen aufgestellten Kolossalstatuen, etwa am Tempeltor, waren ein wichtiges Propagandamittel des Königs und vermitteln die in einem Eigennamen vorgestellte Gottesqualität des Herrschers. Besonders kleinere und mittlere Militärbeamte waren die Stifter dieser Stelen, die sie wahrscheinlich als Weihgeschenk aufstellen ließen.

## Beschreibung
Die Kalksteinstele ist 67,5 cm hoch, 50,5 cm breit und 12,5 cm tief. Die drei Szenen der Stele zeigen Pharao Ramses II. in unterschiedlichen Aspekten seines königlichen Selbstverständnisses. So erscheint er in der ersten Szene (oben links) in göttlichem Kontext vor dem memphitischen Schöpfergott Ptah, der mumiengestaltig mit eng anliegender Kappe und Kompositzepter dargestellt ist. Ramses II. mit Königshelm und Prunkmantel bekleidet, wird hier als „Herr der Wahrheit, König der beiden Länder, der die Gebete erhört“ bezeichnet. Während der König dem Gott, der unter einem Baldachin steht, eine Figur der Maat als Zeichen seiner den göttlichen Ordnungsprinzipien entsprechenden Regierung reicht, garantiert Ptah, „der die Bitten erhört“, dem König und den Menschen das göttliche Wohlwollen.
In einer zweiten Szene (oben rechts) lehnt sich der König als höchster menschlicher Dienstherr aus dem Erscheinungsfenster seines Palastes und wirft dem Steleninhaber Mose als Auszeichnung einen goldenen Halskragen und „allerlei schöne Gegenstände“ zu, weil er zufrieden ist über die „Aussprüche seines Mundes“. Im unteren Register wird die Verleihung von „Ehrengold“ in Gestalt von Halskragen und anderen Schmuckgegenständen an Mose und weitere Angehörige des Militärs dargestellt. Die Zeremonie wird vor einer kolossalen Sitzfigur des Königs mit Doppelkrone und Königsbart vollzogen, die als Verkörperung des lebenden Herrschers zu verstehen ist und den Eigennamen „Ramses geliebt-von-Amun (ist) die-Sonne-der-Herrscher“ trägt. König Ramses II. erscheint neben seiner Statue. Er ist es, der den wertvollen Schmuck als Ehrenzeichen den Soldaten zuwirft, die ihn mit jubelnd erhobenen Händen auffangen. Dabei ruft er den Soldaten zu: „Möchtet ihr doch dieses sehen und das tun, was seine Majestät liebt“. Mose steht direkt vor dem Pharao und spricht: „Wie schön ist, was er getan hat! Groß, groß!“ Auch die Soldaten preisen ihren Herrn und rufen: „Du bist der Sonnengott Re, du bist ganz wie er! Wenn du erscheinst, so leben wir von deinem Anblick“.
Die Stele darf wegen ihres Darstellungsreichtums, der Expressivität des Stils, ihrer außergewöhnlichen Konzeption und der auf Stelen sonst unüblichen Aktionsdichte als Besonderheit gelten. Ungewöhnlich ist auch, dass es sich bei dem Mann, der das „Ehrengold“ verliehen bekommt, um einen „einfachen“ Soldaten zu handeln scheint, da keine weiteren Titel im Text der Stele erscheinen. Vergleichbare Darstellungen sind sonst vor allem aus Gräbern hoher Beamter oder des Militärs überliefert (z. B. aus dem Grab des Generals Haremhab in Sakkara, das er sich anlegen ließ, bevor er König wurde).